# John Beatty (Politiker)

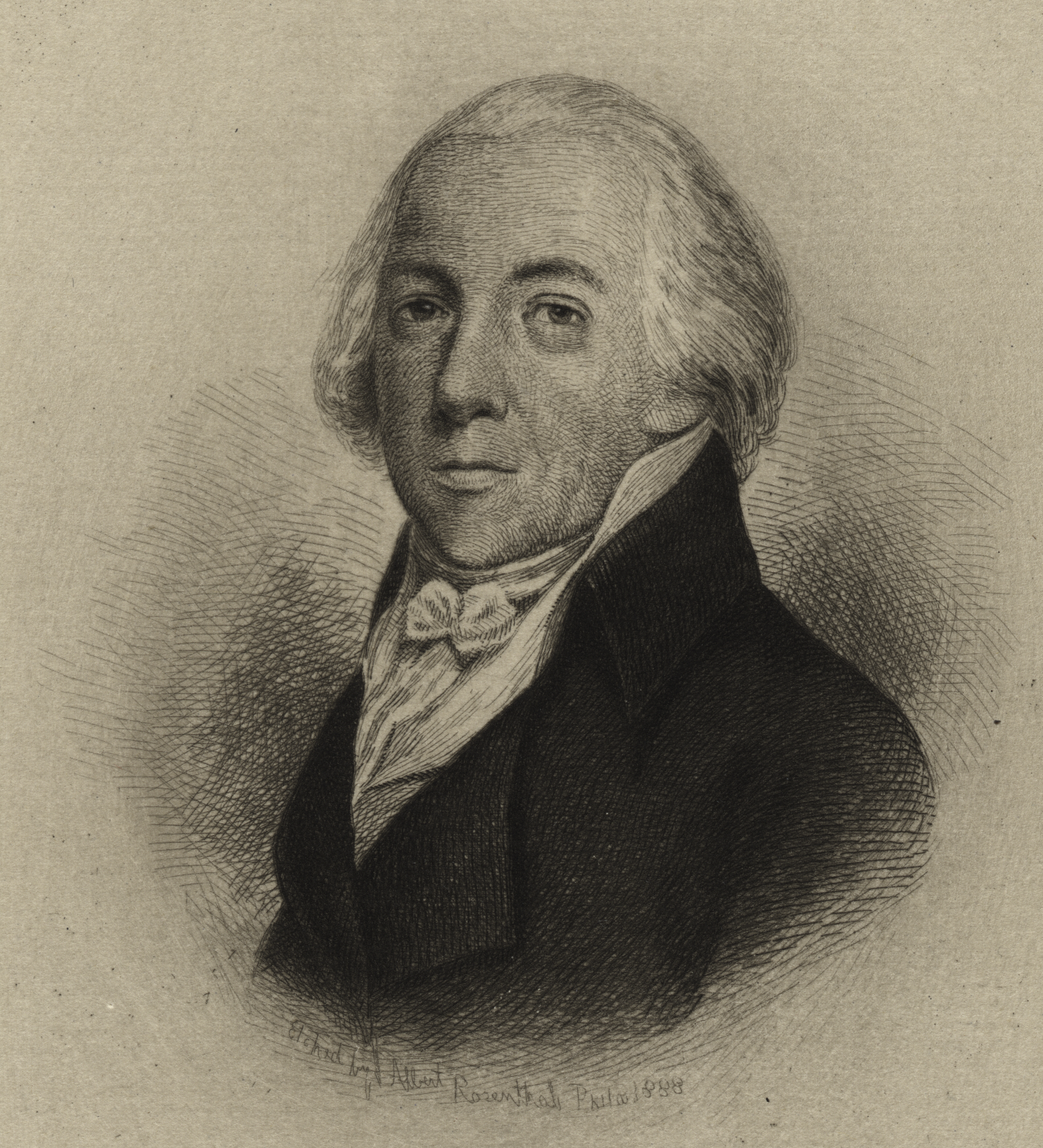
John Beatty

John Beatty (* 10. Dezember 1749 in Neshaminy, Bucks County, Provinz Pennsylvania; † 30. Mai 1826 in Trenton, New Jersey) war ein US-amerikanischer Politiker. Zwischen 1793 und 1795 vertrat er den Bundesstaat New Jersey im US-Repräsentantenhaus.

## Werdegang
John Beatty wuchs während der britischen Kolonialzeit auf. Er besuchte bis 1769 das College of New Jersey, aus dem später die Princeton University hervorging. Nach einem anschließenden Medizinstudium in Philadelphia und seiner Zulassung als Arzt begann er im Bucks County in diesem Beruf zu arbeiten. Zu Beginn der amerikanischen Revolution schloss sich Beatty dieser Bewegung an. Während des Unabhängigkeitskrieges diente er zwischen 1775 und 1780 in der Kontinentalarmee. Zwischenzeitlich geriet er in Kriegsgefangenschaft. Nach einem Gefangenenaustausch wurde er als Oberst Beauftragter für die Kriegsgefangenen. Im März 1780 schied er aus dem Militärdienst aus. In den folgenden Jahren praktizierte Beatty als Arzt in Princeton. Gleichzeitig begann er eine politische Laufbahn. In den Jahren 1781 bis 1783 gehörte er dem State Council an, dem Vorläufer des Staatssenats. In den Jahren 1784 und 1785 saß er im Kontinentalkongress. 1787 war Beatty Mitglied der Versammlung, die für New Jersey die Verfassung der Vereinigten Staaten ratifizierte. In den Jahren 1789 und 1790 war er Abgeordneter in der New Jersey General Assembly, deren Vorsitz er damals innehatte.
Beatty war ein Anhänger der Bundesregierung unter Präsident George Washington. Bei den in New Jersey staatsweit ausgetragenen Kongresswahlen des Jahres 1792 wurde er für den vierten Sitz von New Jersey in das damals noch in Philadelphia tagende US-Repräsentantenhaus gewählt, wo er am 4. März 1793 die Nachfolge von Aaron Kitchell antrat. Bis zum 3. März 1795 konnte er eine Legislaturperiode im Kongress absolvieren. Von 1793 bis 1796 war John Beatty Brigadegeneral der Miliz von Somerset; zwischen 1795 und 1805 war er als Secretary of State der geschäftsführende Beamte der Staatsregierung von New Jersey. Von 1787 bis 1802 fungierte er auch als Kurator des College of New Jersey. Von 1815 bis zu seinem Tod war er Präsident der Trenton Banking Co. John Beatty starb am 30. Mai 1826 in Trenton.